# Liegen lernen
liegen lernen ist ein Roman des Bochumer Schriftstellers Frank Goosen aus dem Jahr 2000, der die Jugend und das Erwachsenwerden im Westdeutschland der 1980er- und 1990er-Jahre beschreibt. Der Roman wurde 2003 verfilmt.

## Handlung
Der Roman erzählt die Geschichte von Helmut, der 1982 sein politisches Engagement als Oberstufenschüler beginnt – nicht jedoch aus reiner Überzeugung, sondern um die Schülersprecherin Britta zu beeindrucken. Der zeithistorische Hintergrund (NATO-Doppelbeschluss, Contras und Sandinisten in Nicaragua, Dritte-Welt-Bewegung) gibt den beiden viele Möglichkeiten der Zusammenarbeit, taucht im Roman allerdings nur als Hintergrundhandlung auf. Auch die Musik jener Tage spielt eine Rolle, da Helmut leidenschaftlich Schallplatten und später CDs sammelt. An zahlreichen Stellen werden Lieder, Interpreten und Zitate aus Songtexten dieser Zeit erwähnt und in die Handlung eingebunden. Unter anderem deshalb wird liegen lernen als Zeitgeistroman angesehen.
Helmut und Britta kommen sich bei der Studienfahrt nach Berlin näher.
Helmut macht einige Monate später am Heiligabend schließlich mit Britta erste sexuelle Erfahrungen, die beiden sind ein Liebespaar. Als Britta für ein Auslandsjahr nach Amerika in ein „kleines Nest in Illinois“ zieht, bleibt Helmut verstört zurück. Der briefliche Kontakt wird von ihrer Seite rasch abgebrochen, weil sie einen neuen amerikanischen Freund hat. Nach dem Jahr zieht Britta zu ihrem leiblichen Vater nach München und kehrt nicht zu Helmut zurück.
Helmut macht das Abitur und beginnt anschließend nach Rückstellung vom Wehrdienst mit dem Studium der Geschichte und der Politik. Auch wenn Stadt und Universität nie explizit erwähnt werden, so ist jedoch an den Schilderungen leicht zu erkennen, dass es sich um Bochum – Goosens Heimatstadt – und die Ruhr-Universität Bochum handelt. Das Raskolnikow ist, wie Goosen auf einer Lesung erzählte, das Oblomow in der Nähe des Bochumer Hauptbahnhofs.
Helmut beginnt einige Beziehungen, einzige längerfristige Beziehung bleibt dabei diejenige mit seiner ehemaligen Mitschülerin Gisela, die an der gleichen Universität Medizin studiert. Diese Beziehung setzt er nach einiger Zeit jedoch aufs Spiel, da sie einen sehr konventionellen Lebensentwurf hat, der Helmut nicht entspricht, so dass er parallel ein Verhältnis mit Barbara, einer ihrer Mitbewohnerinnen, beginnt.
Britta hat er nie vergessen.
Helmut beginnt eine Beziehung nach der anderen, mit einer 27-jährigen Sportjournalistin, mit einer 18 Jahre älteren Dozentin seiner Hochschule und ein paar anderen Frauen. Derweil sucht er immer nach Spuren seiner ersten Liebe. Den Mauerfall erlebt er im Bett.
Am Tag des Mauerfalls ruft sein Schulfreund Mücke ihn an – er hat Britta in Berlin gesehen, und nach einiger Suche findet Helmut seine Jugendliebe. Sie hat sich jedoch stark verändert. Mücke eröffnet ihm zudem, dass Britta mehrere Beziehungen hatte und er in der Schule keineswegs der einzige war, der etwas mit Britta hatte. Der verstörte Helmut irrt in den 1990er Jahren weiter herum, seine Eltern lassen sich derweil scheiden.
Schließlich findet er 1995, im Alter von 33 Jahren, mit Tina eine Frau, mit der er zusammenbleiben will. Diese möchte ein Kind von ihm, was ihn veranlasst, seine Ex-Freundinnen zu besuchen und auch Britta noch einmal sehen zu wollen.
Nach dem Idealbild Brittas trachtend kann Helmut nicht bei einer Frau bleiben, also gewissermaßen „liegen bleiben“. Er lebt sein Leben mit verschiedenen Frauen, die er ständig mit Britta vergleicht und alle an einem bestimmten Punkt so schlecht behandelt, dass sie ihn verlassen. Er entzieht sich also der Verantwortung, sein Leben selbst in die Hand zu nehmen, sich für eine Partnerin zu entscheiden und zu ihr zu halten. Auch seine letzte feste Freundin Tina verlässt er zunächst, nachdem diese den Wunsch nach einem gemeinsamen Kind geäußert hatte, um in einer erneuten Reise durch seine Vergangenheit nach Antworten zu suchen.